# Alice Babs
Alice Babs (született Hildur Alice Nilson; Västervik, 1924. január 26. – Stockholm, 2014. február 11.) svéd énekesnő és színésznő.
Svédországot képviselte az 1958-as Eurovíziós Dalfesztiválon Lilla stjärna című dalával, ahol a 4. helyen végzett a tízfős mezőnyben. A verseny előtt volt egyfajta nézeteltérés Alice Babs és a dalszerző között. A dal eredeti címe Samma stjärnor lysa för oss två (magyarul: Ugyanazok a csillagok ragyognak kettőnkért) volt, de ezt a verziót sem az énekesnő, sem a Sveriges Radio nem támogatta, így felkérték Gunnar Wersén újságíró-dalszövegírót, hogy írja át a dalt, és adjon új címet neki. Mindez az eredeti szerző, Åke Gerhard tudta és jóváhagyása nélkül történt, ezért Gerhard nem engedte, hogy a dalból készüljön egy stúdióverzió. Emiatt a dal egyetlen létező hangfelvétele a hilversumi előadás maradt. A dal csak 1994-ben került kereskedelmi forgalomba.
Babs hazája legnépszerűbb énekesei közé tartozott. Híres jazz-énekesnő volt, olyan hírességekkel szerepelt egy színpadon, mint például Duke Ellington, Bengt Hallberg vagy mint Charlie Norman.

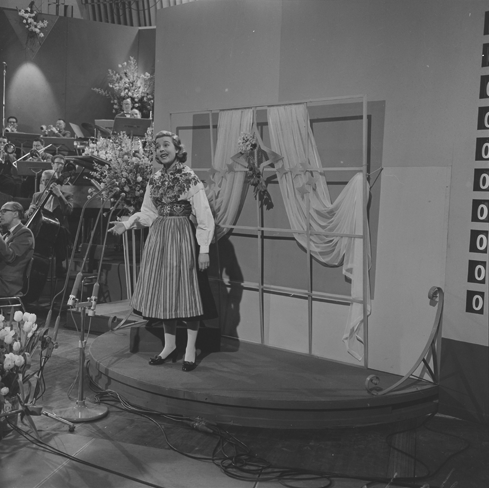
Alice Babs az 1958-as Eurovíziós Dalfesztiválon

## Diszkográfia
- When the Children Are Asleep… (1958)
- Alice and Wonderband (1959)
- Scandinavian Shuffle – The Utterly Fantastic Swe-Danes (1960)
- Med Swe-Danes på Berns (1961)
- På begäran (1962)
- Sjung med oss mamma (1963
- Scandinavian Songs with Alice and Svend (1964)
- Den olydiga ballongen (1965)
- Serenade to Sweden (1966)
- Alice Babs sjunger Bach och Mozart (1966)
- Alice Babs '67 (1967)
- Det hopfällbara slottet (1968)
- Alice Babs sjunger Borghild Arnérs visor – Hej du måne (1968)
- Söndag (1970)
- Elizabethan Love Songs (1971)
- Äntligen! Alice & Svend (1972)
- Alice in Israel (1972)
- Noaks Ark (1972)
- Alice Babs på Gröna Lund (1973)
- Music with a Jazz Flavour (1974)
- Om sommaren sköna (1974)
- Alice Babs Serenading Duke Ellington (1975)
- Alice Babs sjunger Alice Tegnér (1975)
- Glädjen – Alice & Titti på Berns (1976)
- Somebody Cares (1977)
- Far Away Star (1978)
- Simple Isn't Easy (1979)
- What a Joy! (1981)
- Swingtime Again (1998)
- A Church Blues for Alice (1999)
- Don't Be Blue (2001)
- Illusion (2007)
- As Time Goes By (2009)

## Filmográfia
- 1938 – Blixt och dunder
- 1940 – Swing it, magistern!
- 1941 – Magistrarna på sommarlov
- 1941 – Sjung och le (rövidfilm)
- 1942 – En trallande jänta
- 1942 – Vårat gäng
- 1944 – Örnungar
- 1945 – Skådetennis (rövidfilm)
- 1947 – Sången om Stockholm
- 1950 – Terras fönster nr 4 (rövidfilm)
- 1952 – Drömsemester
- 1952 – H.C. Andersens sagor (rövidfilm)
- 1953 – I dur och skur
- 1953 – Kungen av Dalarna
- 1953 – Resan till dej
- 1955 – Sommarflickan
- 1956 – Swing it, fröken
- 1958 – Musik ombord
- 1959 – Det svänger på slottet
- 1967 – Askungen
- 2004 – Swing it Alice! (dokumentumfilm)
- 2008 – Alice Babs, Naturröstens hemlighet (dokumentumfilm)
- 2013 – Alice Babs förlorade rättigheter (dokumentumfilm)

## Bibliográfia
- Cook, Richard. Richard Cook's Jazz Encyclopedia. London: Penguin Books, 27. o. (2005). ISBN 0-141-00646-3